# Diarendszer
A diarendszer [(angolul) diasystem, (franciául) diasystème] több értelemben használt fogalom a nyelvészetben. A terminust Uriel Weinreich  amerikai strukturalista nyelvész vezette be 1954-ben, megpróbálva strukturalista módszereket alkalmazni a dialektológiában. Szerinte egy diarendszert a nyelvész legalább két olyan más homogén és diszkrét rendszerből alkothat meg, amelyek részleges hasonlóságokkal rendelkeznek, ezek révén a diarendszer valami más lévén, mint a két alkotó rendszer összege. Weinreich még hozzá teszi, hogy ez a konstrukció nem mindig tudományos cselekvés eredménye, hanem akármilyen olyan beszélő is gyakorolhatja, aki legalább két idiómát (dialektust és/vagy nyelvet) ismer.
A legszűkebb értelmében már egy megadott idióma egyik vonásrendszeréből is lehet diarendszert alkotni. Példaként Weinreich egy mássalhangzó-rendszert mutat be. Ha például egy idióma két változata azonos, öt mássalhangzó fonémából álló rendszerrel rendelkezik (/i/, /e/, /a/, /o/ és /u/), ezt a diarendszert a következő képlettel lehet ábrázolni:
amelyben 1 és 2 a nyelvváltozatokat jelzi, // a diarendszert határolja, és ≈ a magánhangzók közötti ellentétet jelzi. Amennyiben a változatokban az /e/ kétféleképpen realizálódik, az egyikben zártabban ([e]), a másikban nyíltabban ([ɛ]), ezek diarendszere a következőképpen ábrázolható:
Egy ilyen diarendszert angolul diaphon-nak lehet nevezni, alaktani szinten angolul diamorph-okról van szó, és a nyelv egyéb területein is lehet diarendszereket megállapítani.
Tágabb értelemben egy nyelv is diarendszer, melyet dialektusai alkotnak. Eugen Coșeriu  emigrációban élt román nyelvész az újlatin nyelvekkel foglalkozó nyelvészeti ágba vezette be a diarendszer fogalmát, minekutána a latin nyelvet olyan diarendszerként értelmezték, mely egyik alkotórésze a beszélt latin, ennek keretében pedig két más alkotórész a művelt beszélt latin és a népi beszélt latin. A nyugati újlatin nyelvekkel foglalkozva, Jean-Marie Klinkenberg  belga nyelvész oïl nyelv-diarendszerről és oc nyelv-diarendszerről beszél.
A szociolingvisztikában megvan az a nézet, hogy egy nyelv diarendszere magába foglalja annak összes változatát, azaz történetének szakaszait, területi változatait, szociolektusait, szituáció szerinti vagy stilisztikai változatait és nemek szerinti változatait.
A mai dialektológiában a diarendszer fogalma túlterjed az egyes saját sztenderd nyelvváltozattal rendelkező, azaz ausbaunyelvek határain is, több olyan így meghatározott nyelvet is magába foglalva, melyek az összehasonlító nyelvészet nézőpontjából egyetlen abstandnyelvet alkotnak.
Néhány, ausbaunyelvek alkotta diarendszer:
- arab nyelv – máltai nyelv;[7]
- bolgár nyelv – macedón nyelv;[8]
- bosnyák nyelv – horvát nyelv – montenegrói nyelv – szerb nyelv (közép-délszláv diarendszer);[9]
- cseh nyelv – szlovák nyelv;[10]
- hindi nyelv (Indiában) – urdu nyelv (Pakisztánban);[11]
- holland nyelv – flamand nyelv – afrikaans nyelv;[12]
- maláj nyelv – indonéz nyelv;[13]
- német nyelv – jiddis nyelv[14] – luxemburgi nyelv;[15]
- olasz nyelv – korzikai nyelv;[16]
- újperzsa nyelv (Iránban) – dari nyelv (Afganisztánban) – tádzsik nyelv;[17]
- portugál nyelv – galiciai nyelv;[18]
- spanyol nyelv – ladino nyelv.[19]